# Далекобійники 3 (телесеріал)
«Далекобійники. Десять років потому» — російський телесеріал про пригоди далекобійників-напарників Стаса та Івана, які прийшли на зміну Федору Івановичу та загиблому Сашку. Продовження телесеріалів «Далекобійники» та «Далекобійники 2».

## Сюжет
Минуло 10 років. На автобазі, де, як і раніше, працює Федір Іванович, великих змін не сталося, він, як і десять років тому, їздить на своїй фурі російськими дорогами, але без напарника. Немає такого іншого, як Сашок, так і не знайшов йому Федір заміну.

### 1 серія. Ювілей
На дворі 2011 рік. Федір Іванович після втрати напарника і близького друга Сашка їздить сам. Ось і цього разу, свій ювілей він зустрічає за кермом, в компанії експедитора Ірини. Тим часом на автобазі накривають столи. На застілля приїхав і син Іван. На слизькій трасі завантажену фуру підрізає лихач, і КАМАЗ перекидається на правий бік. Івановича та Ірину підбирає і відвозить до лікарні випадковий водій Стас. Прибулі на місце ДТП співробітники ДПС повідомляють на базу про аварію та зникнення водія. Бенкет, ще не розпочавшись, ризикує перетворитися на поминки, але тут перед стурбованими родичами і колегами постає Федір Іванович з новими друзями — Іриною і Станіславом.

### 2 серія. Шабля
Іван і Станіслав влаштовуються на автобазу. Іван вирушає з батьком у рейс до Середньої Азії. Захоплюючись холодною зброєю, на ринку він майже за безцінь купує старовинну шаблю, і потайки від батька ховає її в фурі. Несподівано, на митниці в Оренбурзі фуру починають обшукувати і знаходять героїн, захований в рамі. Іван, подумавши на батька, тікає з митного пункту, щоб взяти провину на себе. Батько намагається вигородити сина, але йому не вірять, так як розуміють, що і він бачить героїн вперше. Станіслава відряджають до Оренбурга забрати фуру з вантажем. В дорозі він стикається з Іваном, і водії починають власне розслідування.

### 3 серія. Напарники
Іван і Станіслав вирушають в рейс, який для Івана є першим самостійним. Тут-то і починаються справжні пригоди. Станіслава починають переслідувати невідомі, прийнявши за бандита Гарика, а Іван несподівано зустрічає свого колишнього начальника, якого вважав загиблим. Однак сам начальник зустрічі не дуже радий. На життя водіїв відбувається кілька замахів, проте колишнього начальника затримала поліція.

### 4 серія. Няньки
Далекобійники у своїй фурі в одному з ящиків знаходять маленьку дитину. Всі спроби віддати малюка в поліцію, будинок малятки, і навіть бездітній двоюрідній сестрі Івана закінчуються нічим. В цей же час розсіяний татусь плутає машини і кладе свою місячну дитину в такий же автомобіль, а сам їде на своєму. Виявивши пропажу, він подає в розшук. В одному з відділень саме бачили водіїв з немовлям, і оголошують їх в розшук. Тим часом дитина опиняється в автомобілі Неллі Клепицької, яка не має дітей. Прийнявши її за подарунок долі, вона вирішує залишити дитину собі.

### 5 серія. Любовний трикутник
Ірина орендує фуру Станіслава та Івана для перевезення косметики і сама відправляється з ними в рейс. Однак її проблеми в бізнесі звалюються також і на плечі напарників. Спочатку фуру затримують продажні співробітники ДПС, потім її зіштовхують у кювет інші водії. Станіслав розуміє, що Ірина йому небайдужа. На ночівлі в селі за Іриною приїжджає її компаньйон Макс, який жадає від неї позбутися. Станіслав та Іван, відчувши неладне, кидаються на допомогу.

### 6 серія. Дурна компанія
Повертаючись додому і зупинившись в мотелі, Іван в більярдній знайомиться з Сергієм Сергійовичем, дуже впливовою людиною, та погоджується за чималі гроші, нишком від напарника, перевезти вантаж. По прибуттю на базу з'ясовується, що КАМАЗ проїхав зайві 253 км, і за цим будуть великі неприємності. Посварившись з батьком, Іван йде працювати до Сергія Сергійовича, і розуміє, що втрапив у халепу. На автобазі з'являється підозрілий молодик на ім'я Костя і моментально втирається в довіру диспетчера Альони. Влаштувавшись до Станіслава напарником, він викрадає фуру з електронікою і приганяє на перевалочний пункт до Сергія Сергійовича. Вантаж перевантажують, а вантажівку вирішують спалити. Іван впізнає свій КАМАЗ, і відводить палаючу фуру до дорожньої автомийки. Тим часом Іванич і Станіслав вирішують виручити Івана з лап криміналу і не дати йому здатися в поліцію, і стикаються з ним в дорозі. Станіслав звертається за допомогою до слідчого Ігоря Кротова, свого армійського друга, і просить видати Івана за агента під прикриттям. Сергія Сергійовича заарештовують, а Іван повертає собі добре ім'я.

### 7 серія. Оренбурзька хустка
Далекобійники збираються в рейс до Оренбурга, жінки просять їх привезти звідти знамениті хустки. Однак дзвінок слідчого Кротова приводить водіїв в Орел, де Ігор просить допомогти провести операцію із затримання банди контрабандистів, які переслідують колишню дружину Станіслава — слідчого, яка колись вела їхню справу. За водіями ведеться постійне стеження, проте чіткі сплановані дії поліції та водіїв допомагають провести затримання.

### 8 серія. Два плюс три
В дорозі водії чують по радіо оголошення про зникнення головного бухгалтера великої корпорації, замішаного у великих грошових махінаціях. Побачивши попереду ремонт дороги, вони звертають на ґрунтову дорогу в пошуках об'їзного шляху. Блукаючи лісом, вони наштовхуються на привал, де зупинилися двоє чоловіків і жінка. Трохи пізніше з'ясовується, що вона і є той самий розшукуваний бухгалтер. Однак вона не визнає себе винною і просить Станіслава та Івана відвезти її, так як за нею триває полювання.

### 9 серія. На живця
На посту ДПС далекобійникам в кабіну підкидають пакет з наркотиками. Станіслав це бачить, і від'їхавши від посту кілька кілометрів позбавляється від нього. На наступному посту фуру оглядають по повній програмі, але так нічого і не знаходять. Пізніше, на автобазу приходять співробітники МВС і просять Станіслава та Івана допомогти провести спецоперацію із затримання співробітників ДПС, які «розводять» водіїв на гроші, так би мовити, спрацювати «На живця». Спочатку водії відмовляються, але Ірина і старий друг майор Ковальов переконують їх погодитися. Фуру завантажують бутафорською зброєю та наркотиками, встановлюють відеокамеру і відправляють в рейс у супроводі ЗМОПу. Спочатку все йде за планом, на гарячому затримують 8-х співробітників. Однак над рекетирами опікується генерал-майор поліції Юдін. Операції дають відбій, і далекобійники самі опиняються в ролі затриманих, керівника операції Ковальова усувають, а відеоматеріали знищують. Однак журналіст Марина встигає зробити копії і випустити матеріали в телеефір, тим самим викривши непорядного генерала.

### 10 серія. Сюрприз
Іван переживає кризу у відносинах з Машою. Маша вважає, що Іван приділяє їй мало уваги. В готелі водії знайомляться з симпатичною дівчиною Юлею, проте у неї є дуже ревнивий наречений — далекобійник Кирило, який ревнує дівчину мало не до кожного стовпа. Свєта, подруга Юлі, радить їй привернути до себе увагу Кирила незвичайним способом — станцювати в його фурі еротичний танець. Однак Юля помилково залазить у фуру Стаса та Івана, що згодом їх дуже ошелешує. Кирило, дізнавшись про це, кидається за ними навздогін. Тим часом Маша, за порадою Ніни Іванівни, їде в Ростов, куди Іван повинен прибути з вантажем. Приїхавши, і виявивши в кабіні іншу дівчину, Маша влаштовує Івану сцену ревнощів, в цей же час приїздить Кирило і б'є його. Налагодивши з допомогою Станіслава конфлікт, вони не виявляють своїх жінок. Кирило та Іван відправляються на пошуки.

### 11 серія. Цінний вантаж
Важка робота у далекобійника — ніколи не знаєш, що на тебе чекає. Так замість вантажу з комп'ютерами потрапили наркотики, а експедитор виявився капітаном поліції, що працює під прикриттям.

### 12 серія. Балада про солдатика
Рядовий Паша Бурьонкін, дізнавшись, що його дівчина виходить заміж, тікає з військової частини. Слідом за ним кидається капітан Кучков, який хоче без шуму повернути хлопця в частину. Тим часом Майя, дівчина Паші, вирішує повернутися і порозумітися з коханим. Головні герої часто опиняються то в «Патріоті» Федора Івановича, то в КамАЗі Івана Федоровича і зустрічаються в квартирі Афанасьєвих.

## У ролях
- Володимир Гостюхін — Федір Іванович Афанасьєв, колишній далекобійник, т.в.о. директора автобази
- Сергій Друзьяк — Іван Федорович Афанасьєв, далекобійник, син Іванича
- Павло Сборщиков — Станіслав Михайлович Пронін, далекобійник, напарник Івана
- Наталія Єгорова — Ніна Іванівна Афанасьєва, дружина Федора, матір Івана
- Дар'я Повереннова — Ірина Вікторівна Меркулова, господарка салону краси
- Юлія Ромашина — Альона, донька Іванича, сестра Івана
- Олег Мосальов — Віктор, чоловік Альони
- Ганна Цуканова — Маша, наречена Івана, сусідка Афанасьєвих
- Сергій Рубеко — директор автобази
- Олексій Захаров — інспектор ДПС (1 серія)
- Леонід Митник — дід з козою (1 серія)
- Павло Поймалов — поліцейський (1 серія)
- Галина Федорова — Ганна Микитівна, завкадрами автобази (1, 8 серія)
- Сергій Колесников — капітан Макаров (2 серія)
- Юрій Борисов — Михайлович (2 серія)
- Фернан Сільвіо — Сабіт (2 серія)
- Степан Самойленко — «Багет», катала (3 серія)
- Сергій Якубенко — офіціант у чебуречній (3 серія)
- Ігор Верник — Іван Олексійович Шубін (3 серія)
- Андрій Леонов — майстер з ремонту холодильників (3 серія)
- Владислав Сич — батько дитини (4 серія)
- Ксенія Лаврова-Глинка — Неллі Клепицька (4 серія)
- Віталій Кудрявцев — Аркадій, чоловік Неллі (4 серія)
- Роман Калькаєв — майор поліції (4 серія)
- Марія Звонарьова — Марина, племінниця Афанасьєвих (4 серія)
- Олег Пічурін — капітан поліції Ігор Кротов, армійський друг Стаса (5-7 серії)
- Сергій Глушко — Максим, компаньон Ірини (5 серія)
- Ілля Комаров — залицяльник Ірини (5 серія)
- Віталій Анісімов — майор ДПС (5 серія)
- Марія Шульц — Зойка (5 серія)
- Михайло Самохвалов — Сергій Сергійович (6 серія)
- Сергій Мухін — Костя (6 серія)
- Олександр Синюков — зампотех автобази (6 серія)
- Олександра Скачкова — Віра, колишня дружина Стаса (7 серія)
- Максим Коновалов — бандит Гута (7 серія)
- Андрій Блажилін — бандит Беня (7 серія)
- Олександр Кудринський — менеджер (7 серія)
- Ігор Ларчин — капітан ДПС (7 серія)
- Дмитро Прокоф'єв — далекобійник Фока (7, 8, 12 серія)
- Роман Чора — далекобіник Миха (7, 8, 12 серія)
- Андрій Бажин — бізнесмен (8 серія)
- Катерина Семенова — Тамара, головний бухгалтер фірми (8 серія)
- Роман Індик — Сергій (8 серія)
- Валентин Валл — Віктор (8 серія)
- Євген Аксьонов — капітан Серьогін (8 серія)
- Михайло Тощев — підполковник поліції (8 серія)
- Владислав Толдиков — генерал Юдін (9 серія)
- Володимир Дубровський — підполковник поліції, заступник Юдіна (9 серія)
- Наталія Щукіна — Марина, журналіст (9 серія)
- Володимир Приз — майор Ковальов (9 серія)
- Олексій Дайнеко — капітан Лісних, командир ЗМОПу (9 серія)
- Олексій Білоус — інспектор Кашкін (9 серія)
- Сергій Шолох — далекобійник Кирило (10 серія)
- Валерія Мініна — Юлія (10 серія)
- Ірина Даниленко — Свєта (10 серія)
- Інесса Боровикова — Антоніна Петрівна (10 серія)
- Сергій Граб — Геннадій (10 серія)
- Костянтин Дидишко — Валера (11 серія)
- Олексій Огурцов — Михайло (11 серія)
- Микола Цонку — Вовчик (11 серія)
- Родіон Толоконников — рядовий Паша Бурьонкін (12 серія)
- Анастасія Рошко — Майя, кохана Паші (12 серія)
- Олена Старостіна — матір Майї (12 серія)
- Михайло Богдасаров — капітан Кучков (12 серія)